# Pedro Ruimonte

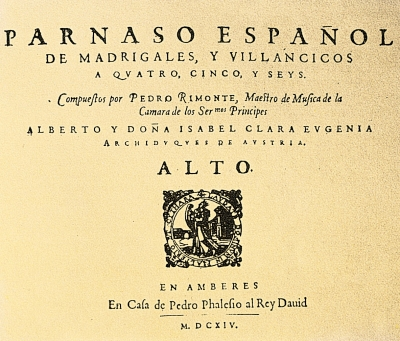
Portada del Parnaso español de Madrigales y Villancicos

Pedro Ruimonte o Rimonte (Zaragoza, 16 de mayo de 1565-Zaragoza, 30 de noviembre de 1627) fue un músico y compositor español.

## Formación
Nacido en Zaragoza, hijo de Pedro Ruimonte, «siguiere tratante en vender cántaros y cosas de tierra», y de Gracia de Bolea y Latas, fue bautizado en la iglesia de San Pablo en 1565. El padre procedía de Cifuentes (Guadalajara) y la Madre de Leciñena, en la provincia de Zaragoza. Pedro tuvo tres hermanas: Justa, Gracia y Catalina, de las que sólo se sabe la fecha de bautizo de Justa, el 17 de julio de 1562. Se cree que fue alumno de Melchor Robledo, que realizaba clases de música públicas en La Seo, aunque también pudo haber estudiado con alguno de los otros magníficos maestros que había en la ciudad en el siglo XVI. Hasta su viaje a Bruselas, no se tienen noticias de él.

## Estancia en Flandes
Se cree que Ruimonte llegó a Bruselas en 1599 como mozo de coro en la comitiva de archiduque Alberto y la princesa Clara Eugenia, los nuevos gobernadores de los Países Bajos. 
El 17 de agosto de 1601 escribe a su hermana, contándole que es «maestro de música en la capilla de Sus Altezas Serenísimas». En 1604 se anunció en la portada de Missae sex como «Maestro de la Capilla y de la Cámara de Sus Excelencias». En 1614, en la portada del Parnaso español de Madrigales y Villancicos, figura «Maestro de Música de la Cámara de los Serenísimos Príncipes Alberto y doña Isabel Clara Eugenia, Archiduques de Austria». Es muy probable que esa diferencia de título se debiera a la llegada en 1605 de Géry de Ghersem, maestro de capilla segundo de la Capilla Real de Música de la Corte de Madrid, que se haría cargo de la Capilla de Música de la Corte de Bruselas. Sin embargo, los documentos muestran que Ruimonte cobraba más que Ghersem, lo que es una muestra del aprecio de los Archiduques. 
Como jefe de los músicos de la corte ducal, además de encargarse de los niños cantores, tendría bajo sus órdenes a los organistas y compositores de gran talla, como los ingleses Peter Philips y John Bull, luego organista de la catedral de Amberes, o los flamencos Peter Cornet y Philippe Van der Meulen.

## Obra
Durante su estancia en Bélgica, publica en parte en la imprenta de Pedro Phalesio en Amberes sus obras. 
La primera es Missae Sex IV. V. et VI. Vocum publicada en 1604. Lo integran seis misas en las que examina el panorama de formas, estilos y recursos musicales de su época. Realiza una inteligente «parodia» del cantus firmus gregoriano y de las obras de Palestrina y Guerrero.
En 1607 publica Cantiones sex vocum, una colección de cuatro motetes a cuatro voces para el Adviento y seis más a 5 y 6 voces para la Quadragessima, una antífona, Salve Regina, a 5 voces y un salmo, De profundis, a 7 voces. La última parte la componen nueve lamentationes a 6 voces para los maitines del jueves, viernes y Sábado Santo. A excepción de las lamentationes, que se conservan en la Colegiata de Albarracín, el resto se ha perdido.
Su obra más importante es el Parnaso español de Madrigales y Villancicos a cuatro, cinco y seis publicado en 1614. Pedro Calahorra la considera la culminación de la música polifónica española en ese género. Consiste en nueve madrigales en castellano a 4, 5 y 6 voces y doce villancicos a 6 y 5 voces.

## Regreso a Zaragoza
Regresa a Zaragoza en 1614 y trabaja como maestro de música. Entre sus alumnos se cuenta Diego Pontac y entre sus amigos Sebastián Aguilera de Heredia. Permanecerá en la ciudad hasta su muerte, viviendo con su hermana Catalina, viuda rica del infanzón Martín de Villanueva, mercader y tintorero. De esa época son los títulos de «infanzón de la Cámara y Capilla de Sus Altezas Serenísimas en Flandes», «Comisario y Familiar del Santo Oficio de la Inquisición del presente Reino de Aragón» y el de «presbítero» con los que se nombra a Ruimonte.